# Manent-Montané
Manent-Montané är en kommun i departementet Gers i regionen Occitanien i sydvästra Frankrike. Kommunen ligger i kantonen Masseube som tillhör arrondissementet Mirande. År 2022 hade Manent-Montané 87 invånare.

## Befolkningsutveckling
Antalet invånare i kommunen Manent-Montané
Referens:INSEE